# ویتور جونیور
ویتور جونیور (به پرتغالی: Vitor Silva Assis de Oliveira Júnior) هافبک اهل برزیل است که در شهر پورتو الگره و در تاریخ ۱۵ سپتامبر ۱۹۸۶ به دنیا آمده‌است.
ویتور جونیور در تیم‌های فوتبال باشگاه ورزشی اینترناسیونال سابقهٔ حضور دارد.